# 笠谷俊介
笠谷 俊介（かさや しゅんすけ、1997年3月17日 - ）は、大分県大分市出身のプロ野球選手（投手・育成選手）。左投左打。横浜DeNAベイスターズ所属。

## 経歴

### プロ入り前
宮崎県で生まれ、4歳で大分県大分市に引越す。小学校4年生の時に親友である梅木大哉に誘われ「富士見ネイチャズ」で野球を始める。5年生の時に投手になった。稙田西中学校では大分市野津原地区に拠点を置く中学硬式野球チーム「大分七瀬ボーイズ」に所属、3年生の時に全国大会出場権を得たが、大会は東日本大震災の影響で中止された。
同級生の兄の勧めで大分商業高校に進むと1年生の夏からエース兼4番打者になった。2年生時に夏の大分大会で優勝、全国大会1回戦で修徳高校を相手に7回3分の1を投げ8失点でチームも敗れた。3年生時は夏の大分大会の準々決勝で大分上野丘高校に敗れた（5失点完投）。高校の1学年後輩に川瀬晃と森下暢仁がいる。
2014年10月23日に行われたプロ野球ドラフト会議では、福岡ソフトバンクホークスに4位指名を受け、契約金4000万円、年俸500万円で契約合意し入団した。背番号は67。

### ソフトバンク時代
2015年はウエスタン・リーグで1試合の登板、三軍戦では7試合の登板で2勝0敗・防御率1.59だった。
2016年は左肘痛などがあり、この年は三軍戦で2試合に登板したのみであった。
2017年はウエスタン・リーグで11試合に登板して防御率1.35と結果を残すと、8月22日に一軍初昇格。同23日の埼玉西武ライオンズ戦でプロ初登板を果たし、2回無安打3奪三振無失点と好投した。翌24日に出場選手登録を抹消されたものの、9月28日に再登録され、10月6日のオリックス・バファローズ戦でプロ初ホールドを記録した。日本シリーズでは出場資格者40人枠に入ったが、登板機会は無かった。この年は一軍で3試合に登板し、0勝0敗1ホールド・防御率0.00という成績でオフに10万円増となる推定年俸540万円で契約を更改した。
2018年は6月16日に出場選手登録され、翌17日の広島東洋カープ戦でシーズン初登板となったが、連打を打たれて一死も取れずに降板し、この1試合のみで6月23日に登録抹消。その後は二軍戦で自己最速の150km/hを計測するなど状態を上げ、7月5日に再登録され、8試合に登板したものの、ロベルト・スアレスの復帰に伴って8月6日に出場選手登録を抹消されると、そのまま二軍でシーズンを終えた。この年は9試合の登板で0勝1敗・防御率7.04を記録し、オフに50万円増となる推定年俸590万円で契約を更改した。
2019年はウエスタン・リーグで先発を中心に22試合に登板し、2勝4敗2セーブ・防御率3.05という成績を残して、7月30日にロングリリーフとして出場選手登録。ただ、8月17日の西武戦で4回5安打7四球4失点を喫すると、翌18日に登録抹消となり、その後は一軍へ昇格することができずにシーズンを終えた。この年は二軍では26試合の登板で4勝5敗2セーブ・防御率3.08を記録したが、一軍では2試合の登板で防御率7.20という成績にとどまった。オフの11月23日から台湾で開催された2019アジアウインターベースボールリーグのNPB RED選抜に選出され、契約更改では現状維持となる推定年俸590万円でサインした。
2020年は新型コロナウイルスの影響で120試合制の短縮シーズンとなり、開幕も6月に延期された。6月25日にリリーフとして出場選手登録されると、7月8日の東北楽天ゴールデンイーグルス戦に先発予定だったマット・ムーアが前日の練習で左足を痛め、急遽プロ初先発となったが、2回6安打2四球2奪三振7失点（自責点6）という内容で敗戦投手となり、再び中継ぎに戻った。7月17日のオリックス戦では先発の東浜巨が右足に打球を受けて3回で降板となり、2番手で登板すると2イニングを打者6人で抑えるパーフェクトリリーフでプロ初勝利を挙げた。リック・バンデンハークが背中の張りで戦列を離れると、同23日の北海道日本ハムファイターズ戦で2度目の先発登板となり、3回3失点で降板したものの、2番手の板東湧梧が4回1安打無失点と好投すると、その後は「ショートスターター笠谷→ロングリリーフ板東」というコンビ登板が増加。8月27日のオリックス戦でも板東とのコンビ登板となったが、試合前に工藤公康監督が「今日は行けるところまで行ってもらいます」と宣言すると、自己最長の5イニングを2安打7奪三振1失点に抑え、プロ初の先発勝利を挙げた。この年のレギュラーシーズンでは20試合（11先発）の登板で4勝4敗・防御率2.84を記録し、ポストシーズンでの登板機会は無かったものの、日本シリーズの出場資格者40人枠に入った。オフに1650万円増となる推定年俸2200万円で契約を更改した。
2021年は初めて開幕ローテーション入りし、3月30日のオリックス戦で6回4安打1失点と好投し、シーズン初登板初勝利を挙げたが、その後は苦しい登板が続き、5月4日の楽天戦を最後にリリーフへ配置転換。リリーフで好投し、同27日の中日ドラゴンズ戦で先発へ復帰するも、4回途中2安打5四球3失点で降板し、翌28日に出場選手登録を抹消された。8月13日の後半戦開幕と共に再登録され、リリーフで結果を残すと、同26日の西武戦で先発を任されたが、4回途中5安打4四死球3失点で降板し、翌27日に登録抹消。9月12日にリリーフとして再登録され、同26日の日本ハム戦で先発を任されると、シーズン終盤は先発として結果を残し、この年は16試合（12先発）の登板で3勝4敗・防御率4.27を記録。オフに現状維持となる推定年俸2200万円で契約を更改した。
2022年は1月22日に無症状ながら新型コロナウイルス陽性判定を受け、春季キャンプをC組でスタートすることとなった。オープン戦では登板機会を得たが、3月16日の阪神タイガース戦での登板後に二軍降格となり、そのまま開幕を二軍で迎えた。4月14日に出場選手登録されるも、6月13日に登録抹消。7月2日に再登録されるも、同28日に登録抹消となり、8月10日には新型コロナウイルス陽性判定を受けた。9月27日に3度目の出場選手登録となったものの、この年は16試合のリリーフ登板で防御率6.35という成績にとどまった。オフの11月4日からプエルトリコのウインターリーグに参加し、同リーグでは5試合の登板で3勝1敗・防御率1.00を記録。12月6日に帰国し、同25日に100万円減となる推定年俸2100万円で契約を更改した。
2023年は開幕を二軍で迎えると、左肘の炎症で5月から約1か月戦列を離れた。二軍では19試合の登板で防御率1.00と結果を残し、7月9日に出場選手登録され、5試合の登板で防御率0.00を記録したものの、編成上の理由で8月11日に登録抹消。9月9日に再登録され、登板機会が無いまま同13日に登録抹消となったが、特例2023の代替指名選手として翌14日に出場選手登録。9月24日に3度目の登録抹消となったが、10月2日に再登録されると、シーズン終了まで一軍に帯同し、この年は8試合の登板で防御率1.59という成績であった。オフに100万円減となる推定年俸2000万円で契約を更改した。
2024年は先発としてシーズンをスタートし、5月終了時点では二軍で9試合・37回を投げ、防御率1.95を記録していたが、6月中旬から中継ぎへ転向。二軍で24試合に登板して2勝3敗1セーブ、防御率2.82の成績を残したが、8年ぶりに一軍登板が無いままシーズンを終え、フォームを崩して満足のいく球速が出ず、笠谷自身、好感触を抱けない1年だった。フォームを調整してオフにみやざきフェニックス・リーグで登板を重ねていたが、11月4日に戦力外通告を受けた。

### DeNA時代
2024年11月16日に横浜DeNAベイスターズが育成選手として獲得したことを発表した。背番号は199。推定年俸は1200万円。テレビ西日本の『ももスポ』によれば、他球団から支配下でのオファーもあったとされる。複数球団から連絡があったとされ、支配下でのオファーもある中でDeNAへの入団を決めた理由について「チーム力があるなと感じた」「力がないと（支配下だとしても）一軍で投げられないし、育成でも力があれば支配下になれるし、ないならそれまでだから、そこ（育成契約か支配下か）は気にしていない」と後に語っており、最初に連絡が来たのもDeNAからだったという。
2025年の春季キャンプは鹿児島・奄美のB班でスタートしたが、2月15日から沖縄・宜野湾のA班に合流した。読売ジャイアンツとのオープン戦に登板するも、逆転本塁打を喫するなど結果を残せず、開幕前に支配下契約への移行とはならなかった。

## 選手としての特徴
最速153km/hのストレートにチェンジアップ・スライダー・カーブを投げ分け、どの球種でも空振りを奪えるのが特徴。

## 詳細情報

### 年度別投手成績
| 年 度     | 球 団        | 登 板 | 先 発 | 完 投 | 完 封 | 無 四 球 | 勝 利 | 敗 戦 | セ 丨 ブ | ホ 丨 ル ド | 勝 率 | 打 者 | 投 球 回 | 被 安 打 | 被 本 塁 打 | 与 四 球 | 敬 遠 | 与 死 球 | 奪 三 振 | 暴 投 | ボ 丨 ク | 失 点 | 自 責 点 | 防 御 率 | W H I P |
| --------- | ------------ | ----- | ----- | ----- | ----- | -------- | ----- | ----- | -------- | ----------- | ----- | ----- | -------- | -------- | ----------- | -------- | ----- | -------- | -------- | ----- | -------- | ----- | -------- | -------- | ------- |
| 2017      | ソフトバンク | 3     | 0     | 0     | 0     | 0        | 0     | 0     | 0        | 1           | ----  | 12    | 3.1      | 1        | 0           | 1        | 0     | 0        | 5        | 0     | 0        | 0     | 0        | 0.00     | 0.60    |
| 2018      | ソフトバンク | 9     | 0     | 0     | 0     | 0        | 0     | 1     | 0        | 0           | .000  | 39    | 7.2      | 11       | 1           | 6        | 0     | 0        | 4        | 1     | 0        | 6     | 6        | 7.04     | 2.22    |
| 2019      | ソフトバンク | 2     | 0     | 0     | 0     | 0        | 0     | 0     | 0        | 0           | ----  | 26    | 5.0      | 6        | 1           | 7        | 0     | 0        | 7        | 1     | 0        | 4     | 4        | 7.20     | 2.60    |
| 2020      | ソフトバンク | 20    | 11    | 0     | 0     | 0        | 4     | 4     | 0        | 0           | .500  | 246   | 57.0     | 44       | 2           | 31       | 0     | 4        | 67       | 0     | 0        | 21    | 18       | 2.84     | 1.32    |
| 2021      | ソフトバンク | 16    | 12    | 0     | 0     | 0        | 3     | 4     | 0        | 0           | .429  | 262   | 59.0     | 52       | 12          | 35       | 0     | 2        | 64       | 0     | 0        | 30    | 28       | 4.27     | 1.47    |
| 2022      | ソフトバンク | 16    | 0     | 0     | 0     | 0        | 0     | 0     | 0        | 0           | ----  | 82    | 17.0     | 19       | 4           | 9        | 0     | 5        | 14       | 0     | 0        | 12    | 12       | 6.35     | 1.65    |
| 2023      | ソフトバンク | 8     | 0     | 0     | 0     | 0        | 0     | 0     | 0        | 0           | ----  | 47    | 11.1     | 8        | 0           | 8        | 0     | 0        | 11       | 0     | 0        | 2     | 2        | 1.59     | 1.41    |
| 通算：7年 | 通算：7年    | 74    | 23    | 0     | 0     | 0        | 7     | 9     | 0        | 1           | .438  | 714   | 160.1    | 141      | 20          | 97       | 0     | 11       | 172      | 2     | 0        | 75    | 70       | 3.93     | 1.48    |

- 2024年度シーズン終了時

### 年度別守備成績
| 年 度 | 球 団        | 投手  | 投手  | 投手  | 投手  | 投手  | 投手     |
| 年 度 | 球 団        | 試 合 | 刺 殺 | 補 殺 | 失 策 | 併 殺 | 守 備 率 |
| ----- | ------------ | ----- | ----- | ----- | ----- | ----- | -------- |
| 2017  | ソフトバンク | 3     | 0     | 1     | 0     | 0     | 1.000    |
| 2018  | ソフトバンク | 9     | 0     | 1     | 0     | 0     | 1.000    |
| 2019  | ソフトバンク | 2     | 0     | 0     | 0     | 0     | ----     |
| 2020  | ソフトバンク | 20    | 4     | 10    | 1     | 0     | .933     |
| 2021  | ソフトバンク | 16    | 4     | 16    | 0     | 0     | 1.000    |
| 2022  | ソフトバンク | 16    | 2     | 4     | 0     | 0     | 1.000    |
| 2023  | ソフトバンク | 8     | 0     | 0     | 0     | 0     | ----     |
| 通算  | 通算         | 74    | 10    | 32    | 1     | 0     | .977     |

- 2024年度シーズン終了時

### 記録
初記録
投手記録
- 初登板：2017年8月23日、対埼玉西武ライオンズ20回戦（福岡 ヤフオク!ドーム）、8回表に2番手で救援登板、完了、2回無失点[14]
- 初奪三振：同上、8回表に炭谷銀仁朗から空振り三振[14]
- 初ホールド：2017年10月6日、対オリックス・バファローズ25回戦（福岡 ヤフオク!ドーム）、10回表に4番手で救援登板、1/3回無失点
- 初先発登板：2020年7月8日、対東北楽天ゴールデンイーグルス2回戦（福岡PayPayドーム）、2回7失点（自責点6）で敗戦投手
- 初勝利：2020年7月17日、対オリックス・バファローズ4回戦（京セラドーム大阪）、4回裏に2番手で救援登板、2回無失点
- 初先発勝利：2020年8月27日、対オリックス・バファローズ15回戦（福岡PayPayドーム）、5回1失点

打撃記録
- 初打席：2021年5月27日、対中日ドラゴンズ3回戦（バンテリンドーム ナゴヤ）、2回表に勝野昌慶から見逃し三振

その他の記録
- 1球で危険球退場：2022年7月20日、対東北楽天ゴールデンイーグルス11回戦（北九州市民球場）、4回表に3番手で救援登板、島内宏明に初球を頭部死球 ※史上10人目[98]

### 背番号
- 67（2015年[8] - 2024年）
- 199（2025年[91] - ）

### 登場曲
- 「サウスポー」ピンク・レディー（2015年）
- 「ハピネス」AI（2016年）
- 「Runaway Baby」Bruno Mars（2017年 - 2018年）
- 「OLE!」WANIMA（2018年）
- 「Pandemic」湘南乃風（2019年）
- 「Divine Wind -KAMIKAZE」AK-69（2020年）
- 「Fire Ground」Official髭男dism（2020年）
- 「GET IT ON」EXILE SHOKICHI×CrazyBoy（2021年 - ）